# Macario di Gerusalemme
Macario (III secolo – Gerusalemme, 335 circa), fu vescovo di Gerusalemme dal 312 a poco prima del 335 secondo Sozomeno.
Atanasio, in una delle sue orazioni contro l'arianesimo, si riferisce a Macario come esempio di "stile semplice e onesto degli uomini apostolici". Verso il 325 accompagnò sant'Elena, madre di Costantino I, a Gerusalemme nella sua fortunata ricerca della Vera Croce. La sua morte deve essere stata prima del Concilio di Tiro, nel 335, in cui il suo successore, Massimo, era apparentemente uno dei vescovi presenti. Viene commemorato come santo dalle Chiese cristiane il 10 marzo.

## Agiografia

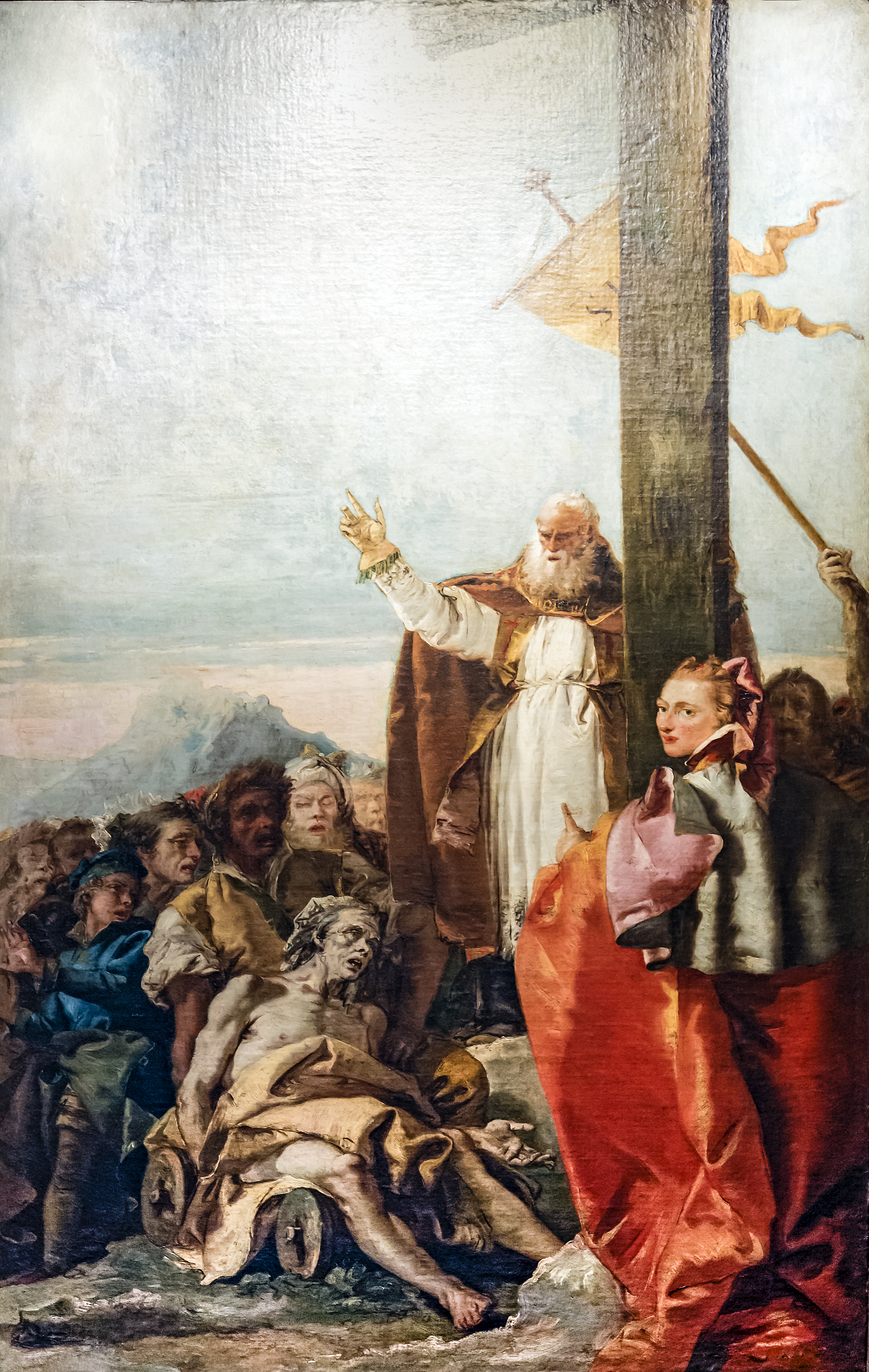
Macario di Gerusalemme Giandomenico Tiepolo

La forza della sua opposizione all'arianesimo è dimostrata dal modo in cui Ario parla di lui nella sua lettera a Eusebio di Nicomedia.
Macario prese parte al Concilio di Nicea I (325), nel corso del quale, insieme a Eustazio di Antiochia, potrebbe aver avuto molto a che fare con la stesura del Credo niceno. Nella Storia del Concilio di Nicea attribuita a Gelasio di Cizico ci sono una serie di dispute tra immaginari Padri del Concilio e dei filosofi al soldo di Ario. In una di queste controversie Macario è portavoce per i vescovi che difende la discesa all'inferno. Macario appare il primo tra i vescovi di Palestina che hanno sottoscritto il Concilio di Nicea.
Atanasio, nella sua lettera enciclica ai vescovi di Egitto e Libia, pone il nome di Macario (che era morto da tempo in quel momento) tra quelli dei vescovi famosi per la loro ortodossia. Sozomeno narra che Macario nominò Massimo, che poi gli succedette, vescovo di Lidia, e che la nomina non ebbe effetto perché il popolo di Gerusalemme si rifiutò di separarsi da Massimo. 

Secondo Teofane il Confessore detto il "Cronografo" (m. 817) (Cronografia) Costantino, alla fine del Concilio di Nicea, chiese a Macario di cercare i siti della Resurrezione e della Passione e la Vera Croce. L'enorme quantità di pietre sopra il tempio di Venere, che al tempo di Adriano si era accumulato nel tempo sopra il Santo Sepolcro, fu demolito, e "quando la superficie originale del terreno apparve immediatamente, al contrario di ogni aspettativa, il monumento sacro della Resurrezione del nostro Salvatore fu scoperto". Nell'apprendere la notizia Costantino scrisse a Macario una lunga lettera per ordinare l'erezione di una sontuosa chiesa sul luogo: si dava avvio così alla prima costruzione cristiana della Basilica del Santo Sepolcro a Gerusalemme.
In seguito, Costantino scrisse un'altra lettera "a Macario e a tutti i vescovi della Palestina" per costruire una chiesa a Mamre, dove pure c'era un santuario pagano.

## Culto
Nel Martirologio Romano è ricordato al 10 marzo: